# 1998 dans les chemins de fer
Chronologie des chemins de fer
1997 dans les chemins de fer - 1998 - 1999 dans les chemins de fer

## Évènements

### Janvier
- 12 janvier. France-Belgique : ouverture du corridor Belifret de Muizen (près d'Anvers) à Sibelin (près de Lyon), avec un guichet unique basé à Luxembourg.
- 30 janvier. France, Royaume-Uni : restructuration de la dette d'Eurotunnel, celle-ci est réduite de 55 % passant de 70 à 31 milliards de francs, en échange de l'attribution de 45,5 % du capital aux banques créancières.

### Février
- 25 février. France : Louis Gallois est reconduit dans ses fonctions de président de la SNCF.

### Mars
- 23 mars. Italie : le pendolino ETR 480 roulant à 130 km/h déraille en gare de Florence-Castello faisant un mort et 24 blessés, le conducteur n'ayant pas respecté la signalisation.
- 30 mars. Italie-Suisse : accord entre les Ferrovie dello Stato et les CFF pour créer une filiale commune Cargo Suisse Italie destinée à fusionner, à terme, les activités de transport de marchandises des deux compagnies. ce projet sera abandonné au bout de quelques mois.

### Avril
- 22 avril. France : publication du rapport Lelong qui analyse les dysfonctionnements de la SNCF dans la réalisation du TGV Nord à la suite de la révélation d'ententes entre les entreprises de travaux publics et de corruption de certains agents de l'établissement public.

### Mai
- 24 mai. Belgique : mise en place d'un nouveau service de trains à horaire cadencé[1].

### Juin
- 3 juin. Allemagne : l'ICE 884 Munich-Hambourg déraille et s'écrase contre la pile d'un pont faisant 101 morts. Ce terrible accident dû à la rupture du bandage d'une roue sera attribué à un défaut de conception et à l'insuffisance des contrôles.

### Juillet
- 18 juillet. France : accord de partage de code entre la SNCF et la compagnie aérienne United Airlines qui permet aux passagers aériens d'acheter simultanément leurs places dans le TGV.

### Août
- 31 août. Chine : début des travaux de construction de la ligne Canton-Haïnan via le port de Zhanjiang.

### Octobre
- 1er octobre. Allemagne-France : le groupe allemand Siemens absorbe complètement la société Matra Transport international, constructrice du VAL dont il détenait déjà 50 %.
- 1er octobre. Roumanie : réorganisation des Căile Ferate Române en quatre filiales principales : CFR Călători, chargés du trafic de voyageurs, CFR Marfă, chargés du transport de marchandises, CFR Infrastructură, gestionnaire de l'infrastructure du réseau ferré roumain, Societatea Feroviară de Turism ou SFT, qui exploite des trains touristiques (une cinquième, Societatea Informatica Feroviara SA, est apparue en 2002).
- 15 octobre. France : à Paris, ouverture de la ligne de métro automatique Meteor (ligne 14 parisienne) entre la place de la Madeleine et la bibliothèque François-Mitterrand.
- 15 octobre. Grande-Bretagne : début des travaux de la ligne à grande vitesse (CTRL) devant relier le tunnel sous la Manche à la gare de Saint-Pancras à Londres.

### Novembre
- 26 novembre. Inde : dans l'État du Penjab, une collision entre deux trains de voyageurs fait au moins 209 morts et 250 blessés.